# Héliport de Paris - Issy-les-Moulineaux – Valérie André

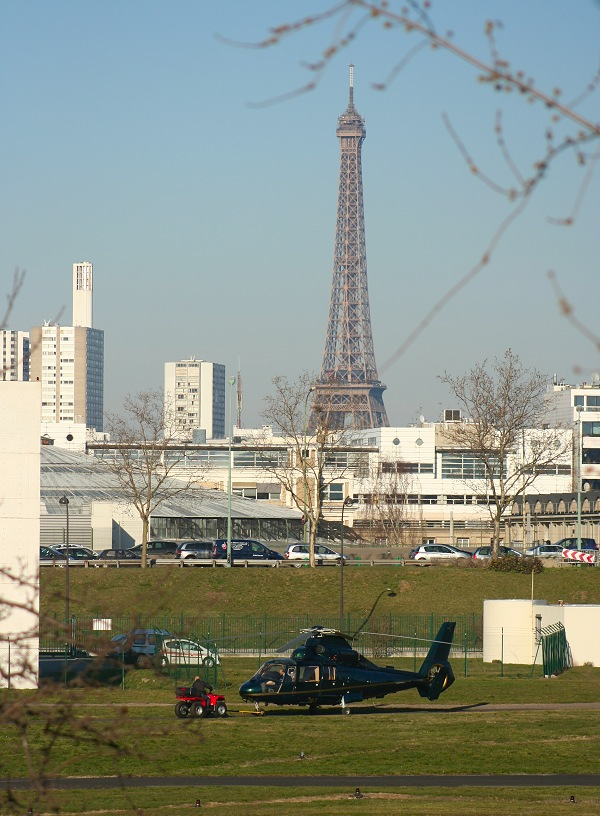
Héliport de Paris med Eifeltornet i bakgrunden

Héliport de Paris - Issy-les-Moulineaux – Valérie André är en helikopterflygplats i Paris femtonde arrondissement nära gränsen till kommunen Issy-les-Moulineaux. Innan den blev en helikopterflygplats, användes flygplatsen som en vanlig flygplats. Den var 1907 den första flygplatsen, som var utrustad med hangarer.

## Historik

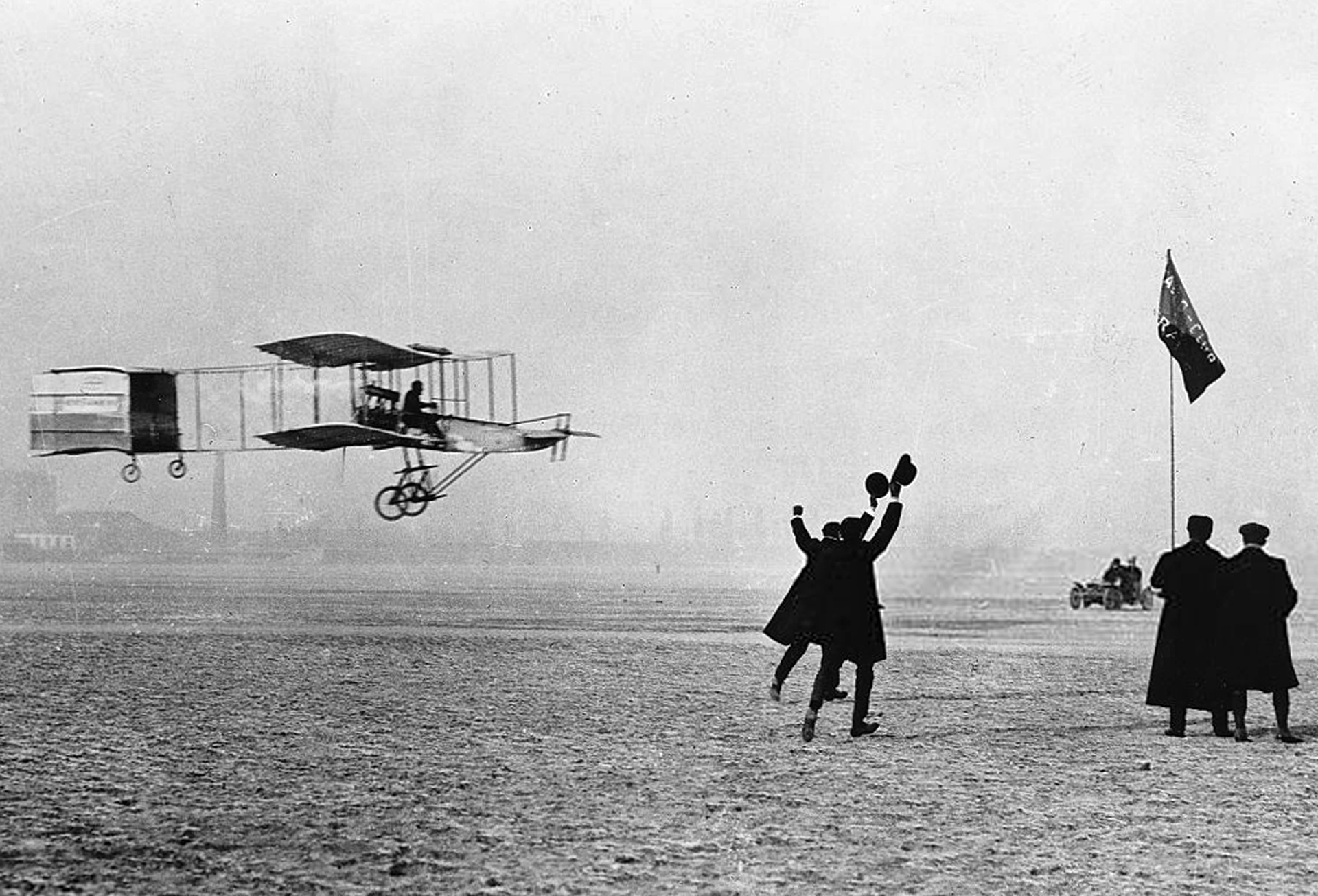
Henri Farman på flygplatsen Issy-les-Moulineaux med sin Voisin-Farman I den 13 januari 1908

Paris militära övningsfält anlades på Marsfältet. Efter det att Eifeltornet byggts 1899, anlades ett nytt övningsfält  i Issy-les-Moulineaux. Där skedde 1905 de första flygningarna, med glidflygplan. Ernest Archdeacon startade i mars 1905 med ett fordon med en 60 hästkrafters motor en Wright Glider, som steg som en drake till 30 meters höjd, innan det gled ned igen. Därefter började också Louis Blériot, Alberto Santos-Dumont, Henri Farman och andra att använda fältet. De första hangarerna uppfördes 1907. Flygplatsen utvecklade sig till det första centret för fransk luftfart. 
Den 13 januari 1908 vann den franske flygpionjären Henri Farman på flygplatsen Issy-les-Moulineaux med flygplanet Voisin-Farman I, konstruerat av Gabriel Voisin. Priset utdelades för den första flygturen för en tyngre-än-luften-flygfarkost över en uppmätt sträcka på minst en kilometer i närvaro av en kommitté från Aéro-Club de France. Henri Farmans flygplan var i luften en minut och 28 sekunder.

## Helikopterflygplats
Den sista flygturen med ett flygplan med fast vinge skedde 1953. 
Sedan 1956 driver Aéroports de Paris flygplatsen som en heliport. Den första reguljära helikopterflyglinjen drevs 1957–1962 av Sabena till Bryssel i Belgien, en flygtur på en timme och 15 minuter. 
Stationsbyggnaden ("den vita kuben") ritades av arkitektbyrån Richard + Schoeller och uppfördes 2010.
I mars 2022 fick flygplatsen namn efter läkaren, helikopterpiloten och generalen Valérie André.
Räddningstjänsten i Frankrike förlade 1957 sin huvudbas för helikopterverksamheten med tekniskt underhåll på flygplatsen. Den franska luftfartsmyndigheten, Direction générale de l'Aviation civile, har sitt huvudkontor på 50 rue Henry Farman, i anslutning till flygplatsen.

## Bildgalleri

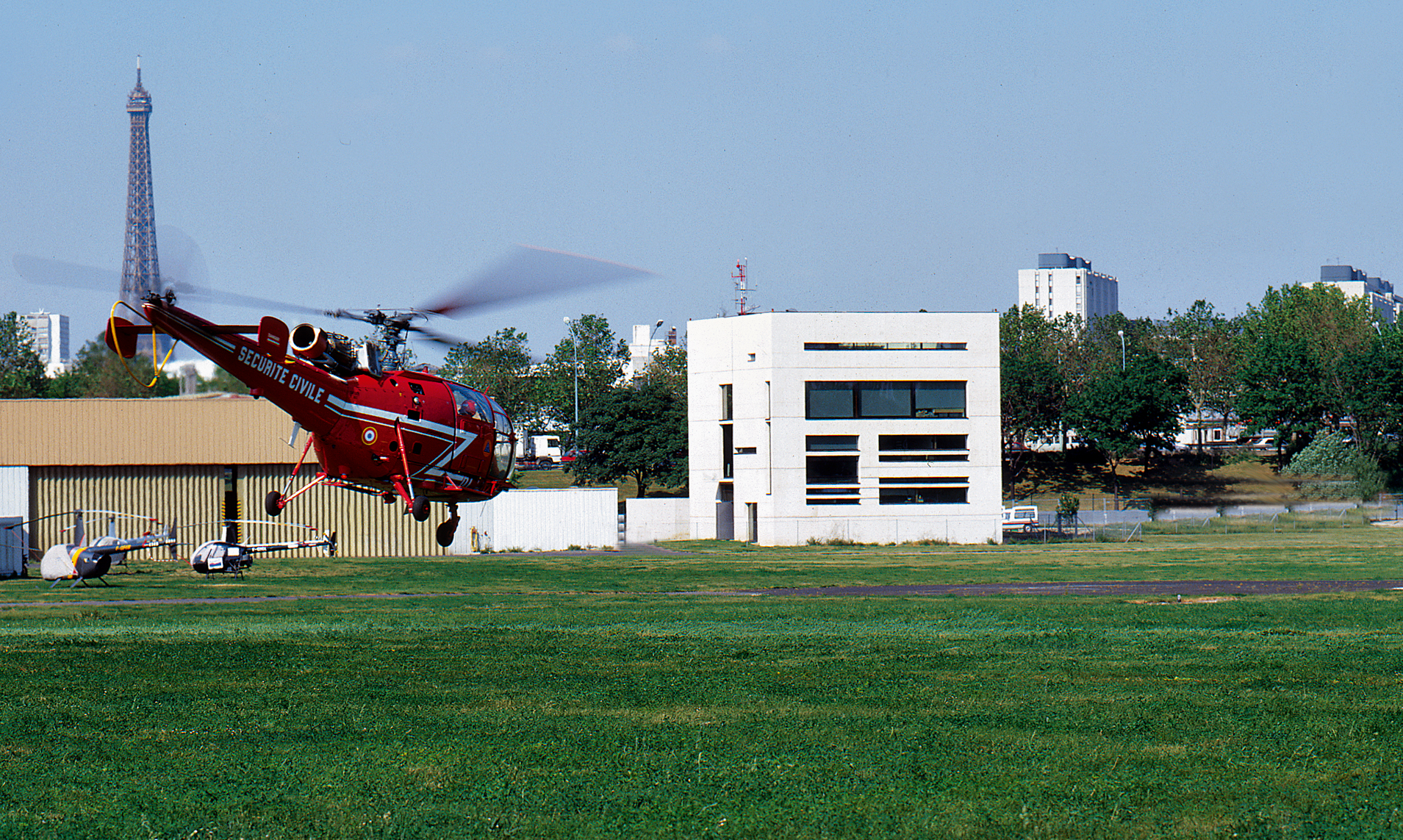
En helikopter från Sécurité civile av typ Aérospatiale Alouette III framför stationsbyggnaden från 2010
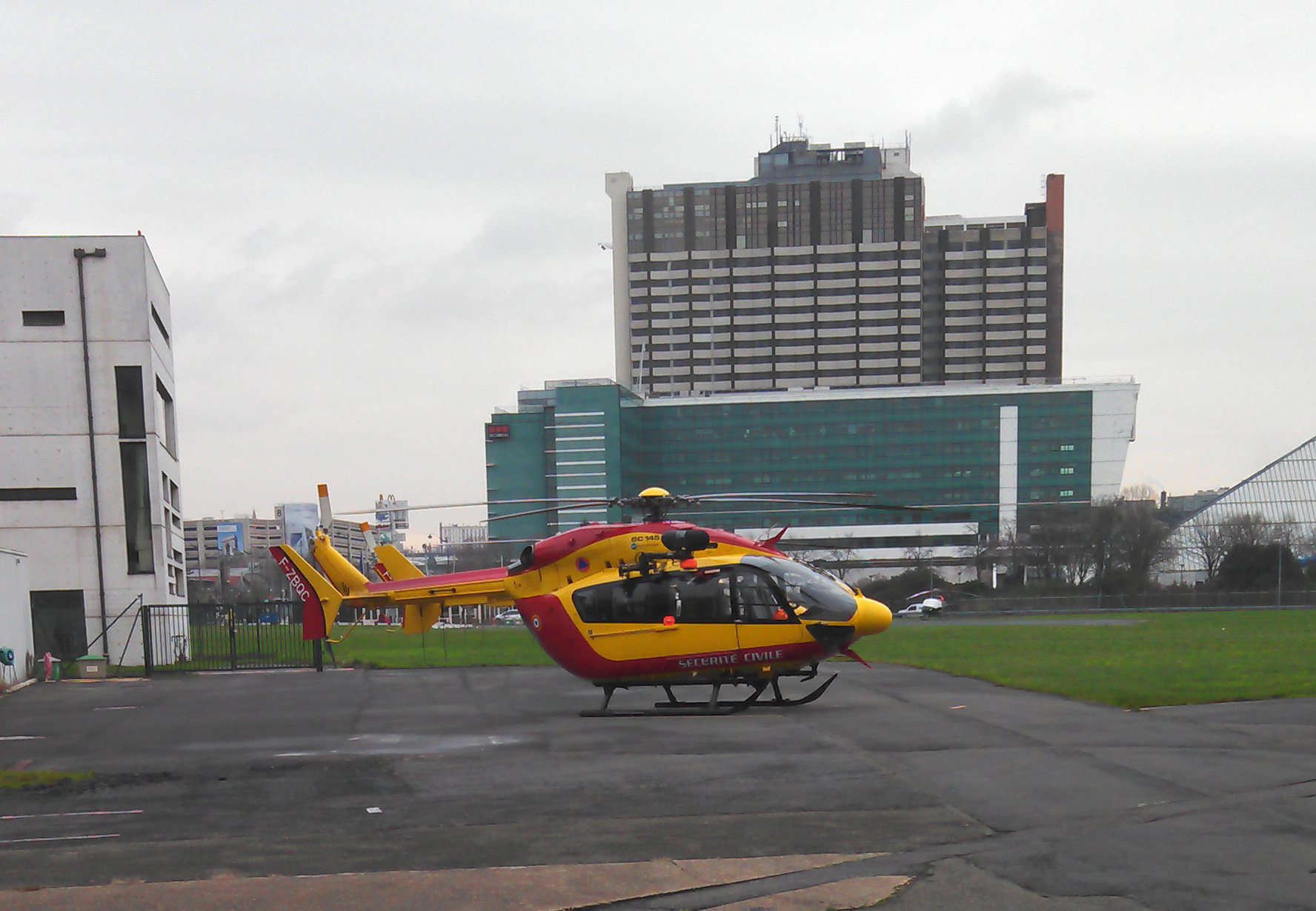
En Eurocopter EC145 från Securité Civile, 2013
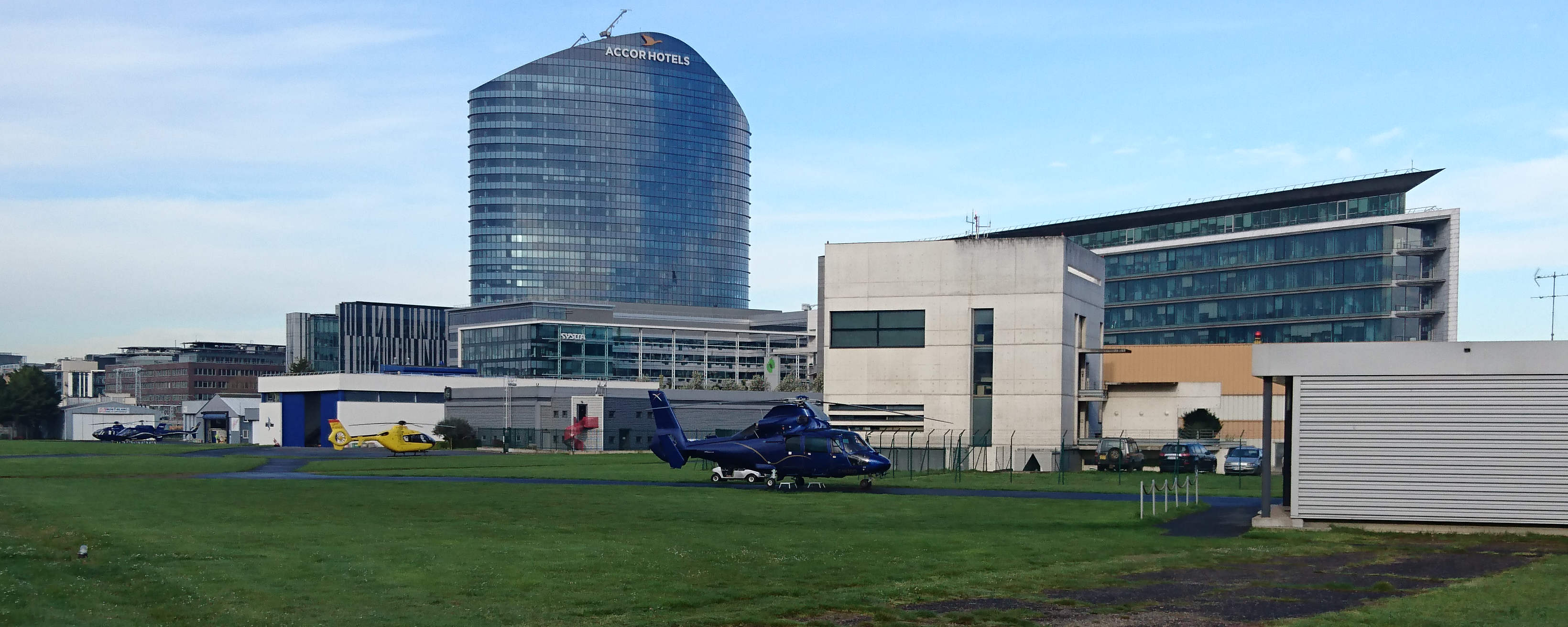
En Eurocopter Dauphin med Accorhotellet vid rue Henri Farman i bakgrunden